# Liste de films LGBT en Espagne
 (juillet 2018).
Si vous disposez d'ouvrages ou d'articles de référence ou si vous connaissez des sites web de qualité traitant du thème abordé ici, merci de compléter l'article en donnant les références utiles à sa vérifiabilité et en les liant à la section « Notes et références ».
La liste de films LGBT en Espagne est une liste de films (longs, courts et moyens-métrages) et téléfilms où les thèmes des minorités sexuelles et de genres sont présents et ou évoqués explicitement ou implicitement par des films produit en Espagne.

Tous les films, cités ci-dessous, dans leur article, mentionnent explicitement et sourcé la thématique LGBT.

## Notice
- (1) Titre : titre sortie France ; TQ : titre Québec ; TB : titre belge.
- (2) Support : film (long-métrage, court-métrage, moyen-métrage) ; film documentaire ; et éventuellement : série TV ; mini-série et téléfilms (si liés aux films et à leur⋅s auteur⋅trice⋅s ici présent).
- (3) réalisateur ou réalisatrice :
  - (*) Réalisateur⋅trice dont l'œuvre est marquée par les thèmes LGBT
- (4) Catégorie-thème LGBT :
  - H = Le film est marqué dans le Portail:LGBT ; T = dans le Portail:transidentité. La thématique LGBT est une des thématiques principales.
  - (LGBT) ou par exemple : (Espagne) = film inclus dans la catégorie « LGBT au cinéma en Espagne » ; etc. ; La thématique LGBT est abordée dans l'œuvre.
  - thème LGBT : (voir la boîte déroulante : LGBT au cinéma)
  - (thèmes connexes) = (voir la boite déroulante : catégorie "LGBT au cinéma" et lié aux LGBT au cinéma)
- (5) personnage(s) :
  - P = un personnage principal est LGBT (.précision complémentaire) ; En gras, les personnages principaux.
    - précision complémentaire ; ceux-ci sont : lesbien, gay, bisexuel.le, transgenre, queer, intersexe…

  - S = un personnage secondaire est LGBT, (mentionné de façon explicitement sourcer - .précision complémentaire)
- (6) Source : cette case doit être complété pour justifier la mention de cette œuvre dans cette page.
  - fr.wp se référer à la page du film ;
  - dans le cas contraire lien externe vers des éléments de source.

## Liste
| Titre (1)                                                                                | Support (2)   | Autre(s) origine(s)                 | Année | réalisateur⋅trice & commentaire (3)            | Catégorie-thème LGBT (4) | personnage(s) (5) | Source (6)                   |
| ---------------------------------------------------------------------------------------- | ------------- | ----------------------------------- | ----- | ---------------------------------------------- | --- | --- | ---------------------------- |
| Bámbola                                                                                  | film          | France Italie                       | 1996  | Bigas Luna                                     | | P.g. - Flavio (gay) | [ 1 ]                        |
| Princesa (en)                                                                            | film          | Italie France Royaume-Uni Allemagne | 2001  | Henrique Goldman (dir.)                        | H | transidentité |                              |
| La Vierge des tueurs                                                                     | film          | France Colombie                     | 2000  | Barbet Schroeder                               | (Colombie) (Prostitution masculine homosexuelle) à partir d'une autobiographie - adolescence - pédérastie                              | P.g. S.g. - Fernando Vallejo (gay) - Alexi (relation gay, protitué) - Wilmar (relation gay) | (cf.de.wp)                   |
| El mar                                                                                   | film          | France                              | 2000  | Agustí Villaronga                              | H (Espagne) enfance et adolescence[réf. souhaitée] - acceptation de son homosexualité                                                  | P.g. S.g. - Manue Turl (gay) - Andreu Ramallo (gay non accepté, prostitution gay)[réf. souhaitée] - Morell (gay) | (cf. fr.wp)[réf. souhaitée], |
| Mi-fugue mi-raisin (Alegre ma non troppo) de                                             | film          |                                     | 1995  | Fernando Colomo                                | | | [réf. souhaitée]             |
| Sans nouvelles de Dieu (Sin noticias de Dios)                                            | film          | France Italie Mexique               | 2001  | Agustín Díaz Yanes                             | | P.l. - Lola Nevado (attirance lesbienne) Victoria Abril - Carmen Ramos (attirance lesbienne, précédemment un homme) Penélope Cruz | [ 5 ]                        |
| Tout sur ma mère (Todo sobre mia madre)                                                  | film          | France                              | 1999  | Pedro Almodóvar (*)                            | H T (Espagne) prostitution trans - VIH-SIDA                                                                                            | P.l.transidentité. S.f-trans.l. - Esteban/Lola (femme trans) - Agrado (femme trans) - Huma Rojo (lesbienne) - Nina (lesbienne) | (cf. fr.wp)                  |
| Habitación en Roma                                                                       | film          | États-Unis                          | 2010  | Julio Medem                                    | H (Espagne) | P.l.b-f. - Alba (lesbienne) - Natasha (bisexuelle[réf. souhaitée]) | (cf. fr.wp)                  |
| Le Sexe des anges (El sexo de los ángeles)                                               | film          | Brésil                              | 2012  | Xavier Villaverde                              | découverte de son homosexualité[source insuffisante]                                                                                   | P.b-m. - Bruno (bisexuel) - Rai (relation gay)[réf. souhaitée] | (cf. fr.wp)                  |
| 20 centimètres (20 centímetros)                                                          | film          |                                     | 2005  | Ramón Salazar                                  | T transition - prostitution LGBTI+ | P.transidentité. - Marieta (femme trans, pré-opération) - amant de Marieta (attirance femme trans non opérée, gay, pansexuel) | (cf. fr.wp)                  |
| A un dieu inconnu (en) (A un dios desconocido)                                           | film          |                                     | 1977  | Jaime Chávarri (dir.) Elías Querejeta (prod.)  | H | |                              |
| À la carte (Fuera de carta)                                                              | film          |                                     | 2008  | Nacho García Velilla                           | | |                              |
| All the Ways of God (Tots els camins de Déu)                                             | film          |                                     | 2016  | Gemma Ferraté                                  | | P.g. |                              |
| L'Amant bulgare (Los novios búlgaros)                                                    | film          |                                     | 2003  | Eloy de la Iglesia                             | H (Espagne) | P.g.b-m. - Daniel (gay) - Kyril (bisexuel)[réf. souhaitée] | (cf. fr.wp)                  |
| Les Amants passagers (Los amantes pasajeros)                                             | film          |                                     | 2013  | Pedro Almodovar                                | | - plusieurs personnages (gay)[réf. nécessaire] | (cf. fr.wp)                  |
| Amor de hombre (en)                                                                      | film          |                                     | 1997  | Yolanda García Serrano Juan Luis Iborra        | (Espagne) | P.g. S.g. - Ramon (gay) - Roberto (gay) - partenaire de Ramon (relation gay) | [ 7 ]                        |
| Azul (Azul oscuro casi negro)                                                            | film          |                                     | 2006  | Daniel Sánchez Arévalo                         | (Espagne) acceptation de son homosexualité                                                                                             | S.g. - Israël (gay) - père d'Israël (gay) | (cf. fr.wp)                  |
| Je veux être femme (Cambio de sexo)                                                      | film          |                                     | 1976  | Vicente Aranda                                 | | P.transidentité. |                              |
| Caresses (Carícies)                                                                      | film          |                                     | 1998  | Ventura Pons                                   | | | [réf. souhaitée]             |
| Les Coming Out (Salir del ropero)                                                        | film          |                                     | 2019  | Ángeles Reiné                                  | | | lesbien                      |
| Chuecatown                                                                               | film          |                                     | 2007  | Juan Flahn                                     | H | |                              |
| Costa Brava                                                                              | film          |                                     | 1995  |                                                | | |                              |
| Descongélate!                                                                            |               |                                     | 2003  |                                                | | |                              |
| Diferente                                                                                |               |                                     | 1962  |                                                | | |                              |
| El diputado                                                                              | film          |                                     | 1978  | Eloy de la Iglesia                             | H | b-m. |                              |
| Dans les ténèbres (Entre tinieblas)                                                      | film          |                                     | 1983  | Pedro Almodóvar (*)                            | (Espagne)[réf. souhaitée] | lesbien[réf. souhaitée] |                              |
| Eloïse                                                                                   | film          |                                     | 2009  | Jesús Garay                                    | (Espagne) découverte de son homosexualité                                                                                              | P.l.b-f. - Asia (lesbienne, bisexuelle) - Eloïse (lesbienne) | (cf. fr.wp)                  |
| Étreintes brisées (Los abrazos rotos)                                                    | film          |                                     | 2009  | Pedro Almodóvar (*)                            | homophobie | S.g. - Ray X (gay) | [ 9 ]                        |
| Fronteras (A escondidas)                                                                 | film          |                                     | 2014  | Mikel Rueda                                    | H (Espagne) adolescent | P.g. - Rafa (amour gay) | (cf. fr.wp)                  |
| Le Gamin (Cachorro)                                                                      | film          |                                     | 2004  | Miguel Albaladejo                              | H (Espagne) homoparentalité - discrimination et préjugé à l'égard des personnes LGBT                                                   | P.g. - Pedro (gay bear) | (cf. fr.wp)                  |
| Gaudi Afternoon (en)                                                                     | film          |                                     | 2001  | Susan Seidelman                                | | Lesbien |                              |
| I Love You Baby (en)                                                                     | film          |                                     | 2001  | Alfonso Albacete David Menkes (dir.)           | H | gay |                              |
| Km. 0 (en)                                                                               | film          |                                     | 2000  | Yolanda García Serrano Juan Luis Iborra (dir.) | H | |                              |
| Krámpack                                                                                 | film          |                                     | 2000  | Cesc Gay                                       | H (Espagne) adolescent - film initiatique - découverte et acceptation de son homosexualité - coming-out                                | P.g. S.g. - Dani (gay) - Julian (gay) | (cf. fr.wp)                  |
| Le Labyrinthe des passions (Laberinto de los pasiones)                                   | film          |                                     | 1982  | Pedro Almodóvar (*)                            | H (Espagne) | P.g.b-m. S.g. - Riza Nero (gay, bisexuel) - Sadeq ex amant de Riza (relation gay) - clients des bars homos (gay) | (cf. fr.wp)                  |
| Lisístrata (en)                                                                          | film          |                                     | 2002  | Francesc Bellmunt                              | H | |                              |
| La Loi du désir (La ley del deseo)                                                       | film          |                                     | 1987  | Pedro Almodóvar (*)                            | H T (Espagne) personnage LGBT criminel - inceste homosexuel                                                                            | P.g.transidentité. S.g. - Pablo Quintero (gay[réf. souhaitée]) - Juan (gay) - Antonio (gay) (Antonio Banderas) - Tina sœur de Pablo (femme trans) - père de Tina (inceste sur Tina homme) | (cf. fr.wp),                 |
| Los placeres ocultos                                                                     | film          |                                     | 1977  | Eloy de la Iglesia                             | | |                              |
| Ma mère préfère les femmes (surtout les jeunes...) (A mi madre le gustan las mujeres)    | film          |                                     | 2002  | Daniela Fejerman Inés París                    | découverte et acceptation de son homosexualité ; coming-out ; mariage hétérosexuel d'un personnage homosexuel                          | P.g.b-f. - Sofía (lesbienne, relation hétérosexuel antérieur) - Eliska (lesbienne) | ,                            |
| La Mariée sanglante (La novia ensangrentada)                                             | film          |                                     | 1972  | Vicente Aranda                                 | vampire et LGBT | P.b-f. S.l. - Susan (bisexuel)[réf. souhaitée]) - Mircalla/Carmilla (relation lesbienne) | (cf. fr.wp)[réf. souhaitée]  |
| La Mauvaise Éducation                                                                    | film          |                                     | 2004  | Pedro Almodóvar (*)                            | H T (Espagne) religion - enfant - découverte et acceptation de sa sexualitée[réf. souhaitée] (pédophilie homosexuelle)                 | P.g.transidentité.travesti.pédophilie.b-m. S.travesti. - Manolo (gay, pédophile homosexuelle) - Ignacio (enfant victime des abus sexuels de Manolo, transsexualité) - Ángel/Juan/Zahara (gay, travesti, bisexuel) (Gael García Bernal) - Enrique Goded (bisexuel) (Fele Martínez) - Manuel Berenguer (bisexuel) (Lluís Homar) - Paca/Paquito (travesti) | (cf. en.wp)                  |
| Les Mauvaises Fréquentations (En malas compañías)                                        | court-métrage |                                     | 2000  | Antonio Hens                                   | H (Espagne) adolescence - découverte de la sexualité - acceptation de son homosexualité - préjugé et discrimination envers les LGBT+   | P.g. S.g. - Guillermo (gay) - Asier (gay) - jeune professeur d'anglais (gay) | (cf. fr.wp)[réf. souhaitée]  |
| Mi querida señorita                                                                      | film          |                                     | 1972  | Jaime de Armiñán                               | censure | P.transsexualité.intersexué.l.b. S.l.b-f. - Adela/Juan Castro (lesbienne.transsexualité-intersexué) - Isabelita (lesbienne, bisexuelle) | (cf. fr.wp)[réf. souhaitée]  |
| Más que amor, frenesí                                                                    | film          |                                     | 1996  | Alfonso Albacete                               | H | | (cf. es.wp)[réf. souhaitée]  |
| Parle avec elle (Hable con ella)                                                         | film          |                                     | 2000  | Pedro Almodóvar (*)                            | H (Espagne) | P - Benigno (présumé et se déclara gay et aussi se déclara hétérosexuel) | (cf. fr.wp)[réf. souhaitée]  |
| Pepi, Luci, Bom et autres filles du quartier (Pepi, Luci, Bom y otras chicas del montón) | film          |                                     | 1980  | Pedro Almodóvar                                | H T[réf. souhaitée] | P.l.b-f. S.g.q.travestissement.[réf. souhaitée] - Pepi (relation lesbienne, subit un vio hétérosexuel) - Bom (lesbienne) - Luci (mariage hétérosexuel, relation lesbienne, bisexuelle) - le mari de la femme à barbe (gay) | ,                            |
| Perdona bonita, pero Lucas me quería a mí                                                | film          |                                     | 1997  | Dunia Ayaso et Félix Sabroso                   | (Espagne) | P.g. - Trois amis en collocation (gay) | (cf. fr.wp)                  |
| La piel y el alma                                                                        | court-métrage |                                     | 2013  | Marc Nadal                                     | (Espagne) inceste homosexuel | P.l. - deux sœurs (relation lesbienne) | (cf. fr.wp)[réf. souhaitée]  |
| Raisons de vivre (Sobreviviré)                                                           | film          |                                     | 1999  | Alfonso Albacete David Menkes                  | (Espagne) | S.b-m. - Iñaqui (gay, bisexuel[réf. souhaitée]) | (cf. fr.wp)                  |
| Reinas                                                                                   | film          |                                     | 2006  | Manuel Gómez Pereira                           | H (Espagne) mariage - préjugé envers les LGBT+                                                                                         | P.g.b-m S.g. - Miguel et son future époux (gay) - Hugo (gay, relation bisexuelle) - future époux de Hugo (gay) - fils de Reyes et son future époux (gay) - résident hôtel de Magda (gay) | (cf. fr.wp)                  |
| Second Skin (Segunda piel)                                                               | film          |                                     | 1999  | Gerardo Vera (dir.)                            | H | gay |                              |
| Spinnin'                                                                                 | film          |                                     | 2007  |                                                | | |                              |
| Les Vies de Loulou (Las edades de Lulú)                                                  |               |                                     | 1990  | Bigas Luna                                     | | |                              |
| Talons aiguilles (Tacones lejanos)                                                       | film          | France                              | 1991  | Pedro Almodóvar                                | H T[réf. souhaitée] | P.travestissement. transidentité[réf. souhaitée] - Le juge Domínguez / Hugo / Letal (travesti de scène, travestissement de dissimulation) | (cf. fr.wp)[réf. souhaitée]  |
| Pourquoi pas moi ?                                                                       | film          | France Suisse                       | 1999  | Stéphane Giusti                                | H (France) coming-out | P.l.b-f.g. S.l.g. - Camille (lesbienne) - Ariane (lesbienne) - Nico (gay) - Eva (lesbienne) - Sara Manuel et Diane (relation lesbienne, bisexuelle) - Tina (lesbienne) - personnage de la discothèque (lesbiennes) - Manuel (baisé gay) | (cf. fr.wp)                  |
| Little Ashes                                                                             | film          | Royaume-Uni                         | 2008  | Paul Morrison                                  | (Royaume-Uni) inspiré de personnage réel[réf. souhaitée]                                                                               | P.g.b-m. - Salvador Dalí (bisexualité[réf. souhaitée]) (Robert Pattinson) - Federico García Lorca (gay[réf. souhaitée]) | (cf. fr.wp)                  |
| Les Adieux à la reine (film)                                                             | film          | France                              | 2012  | Benoît Jacquot                                 | | P.b-f. - Marie-Antoinette (bisexuelle soupçonnée)[réf. souhaitée] - Gabrielle de Polignac[réf. souhaitée] - Honorine (sa maîtresse se pend)Interprétation abusive ? | (cf. fr.wp)                  |
| L'Auberge espagnole                                                                      | film          | France                              | 2002  | Cédric Klapisch                                | (Espagne France) usurpation d'orientation sexuelle                                                                                     | P.l. S.g. - Isabelle (lesbienne) (Cécile de France) - William et Bruce (se fond passé pour gay) | (cf. fr.wp)                  |
| Vicky Cristina Barcelona                                                                 | film          | États-Unis                          | 2008  | Woody Allen                                    | ménage à trois | P.l.b-f. - Cristina (trio) - Maria Elena (tio) | [ 24 ]                       |
| Food of Love                                                                             | film          | Allemagne                           | 2002  | Ventura Pons                                   | | P.g. (Richard Kennington) |                              |
| Vampyros Lesbos ou Sexualité Spéciale (Las Vampiras)                                     | film          | Allemagne                           | 1971  | Jesús Franco                                   | (Allemagne Espagne) (Film érotique des années 1970) LGBT et vampire                                                                    | P.l.b-f.[réf. souhaitée] S.l. - Linda (bisexuelle[réf. souhaitée]) - comtesse Nadine Carody (lesbienne) | (cf. fr.wp)                  |
| Vies brûlées (Plata quemada)                                                             | film          | France Argentine Uruguay            | 2000  | Marcelo Piñeyro                                | H (Argentine Uruguay) censuré | P.g. (Néné et Ángel) | (cf. fr.wp)                  |
| Une vie normale (Hollow Reed)                                                            | film          | Allemagne Royaume-Uni               | 1996  | Angela Pope                                    | H (Royaume-Uni) coming-out - Film traitant de l’acceptation et de la découverte de son homosexualité - homoparentalité[réf. souhaitée] | P.g. S.g. - Martin Wyatt (gay, précédemment marier hétérosexuel) - Tom Dixon (couple gay) | (cf. fr.wp)                  |
| Hammam, le bain turc (Il bagno turco - Hamam)                                            | film          | Turquie Italie                      | 1997  | Ferzan Özpetek                                 | H (Italie Turquie) découverte de son homosexualité                                                                                     | P.b-m. S.g. - Francesco (bisexuel) - Mehmet (relation gay) | (cf. fr.wp)                  |
| Les Amours d'Astrée et de Céladon                                                        | film          | Italie France                       | 2007  | Éric Rohmer                                    | H | P.travestissement.l.b-f. - Céladon (travestissement utilitaire) - Astrée (relation lesbienne avec la seconde fille du druide/Céladon) | (cf. fr.wp)                  |
| La Vie d'Adèle : Chapitres 1 et 2                                                        | film          | Belgique France                     | 2013  | Abdellatif Kechiche                            | H (France) adolescents découverte de sa propre sexualité[réf. souhaitée]                                                               | P.l.b-f. - Adèle (lesbienne, bisexuel) (Adèle Exarchopoulos) - Emma (lesbienne) (Léa Seydoux) | (cf. fr.wp)                  |
| Savage Grace (TQ : Délicate sauvagerie)                                                  | film          | France États-Unis                   | 2007  | Tom Kalin                                      | (États-Unis) basé sur des faits réels - personnage LGBTI+ criminel                                                                     | P.g.b-m.[réf. souhaitée] - Tony Baekeland (gay[réf. souhaitée], relation incestueuse avec sa mère) (Eddie Redmayne) | (cf. fr.wp)[réf. souhaitée]  |
| Fraise et Chocolat                                                                       | film          | Mexique Cuba                        | 1994  | Tomás Gutiérrez Alea Juan Carlos Tabío         | H (Cuba) | P.g. - Diego (gay) | (cf. fr.wp)                  |
| Ami/Amant (Amic/Amat)                                                                    | film          | (catalan)                           | 1999  | Ventura Pons                                   | H (Espagne) prostitution masculine - SM                                                                                                | P.g. (Jaume ; David[réf. souhaitée]) | (cf. fr.wp)[réf. souhaitée]  |
| No se lo digas a nadie (Ne le dis à personne)                                            | film          | Pérou                               | 1998  | Francisco José Lombardi                        | H (Pérou) acceptation de son homosexualité                                                                                             | P.g. - Joaquin (gay) | (cf. fr.wp)[réf. souhaitée]  |